# Heinz Senftleben
Heinz Senftleben (* 25. Oktober 1919 in Erfurt; † 1996) war ein deutscher Fußballtorwart. Zwischen 1949 und 1956 spielte er mit KWU/Turbine Erfurt und Eintracht Braunschweig in der ersten Liga.

## Sportliche Laufbahn
In den letzten Jahren vor dem Zweiten Weltkrieg und währenddessen spielte Senftleben für die SpVgg. Erfurt in der Gauliga Mitte, einer der damals 16 höchsten Ligen Deutschlands. Nach Kriegsende gehörte er zunächst der SG Pels Erfurt an. 1949 wechselte er zur SG Fortuna Erfurt, die noch ohne Senftleben die Fußball-Ostzonenmeisterschaft 1949 bestritt und Vizemeister wurde. Als Vizemeister erhielt die SG Fortuna das Startrecht für die neugegründete ostdeutsche Fußball-Zonenliga (später DS-Oberliga, DDR-Oberliga), mit der ab 1949/50 der ostdeutsche Fußballmeister ermittelt wurde. Zum Aufgebot der Erfurter, die in die Saison 1949/50 als BSG KWU starteten, gehörte auch Senftleben als Torwart.
Senftleben kam am dritten Spieltag zum ersten Mal in der Zonenliga zum Einsatz und bestritt bis zum Saisonende insgesamt 21 Punktspiele. Anschließend stand er mit KWU Erfurt im Endspiel um den DDR-Fußballpokal. In der 58. Minute musste er beim Stande von 1:0 für Stahl Thale verletzt ausscheiden, und Erfurt wurde schließlich mit 4:0 geschlagen. Wegen seiner Verletzung kam Senftleben 1950/51 erneut verspätet, erst am vierten Spieltag zum Einsatz. Danach war er unangefochten die Nummer eins im Tor der Erfurter, die inzwischen als Turbine Erfurt antraten. Am Saisonende lagen sie mit der BSG Chemie Leipzig punktgleich an der Spitze der nun so bezeichneten DS-Oberliga (Oberliga des Deutschen Sportausschusses). Das fällige Entscheidungsspiel um die DDR-Meisterschaft verlor Erfurt mit Senftleben im Tor mit 0:2. 1951/52 ging Senftleben in seine dritte Saison in der höchsten Spielklasse der DDR und war vom ersten Spieltag an Stammtorwart bei Turbine Erfurt. Von einer vierwöchigen Verletzungspause abgesehen absolvierte er bis zum 26. Spieltag alle Oberligabegegnungen. Bis zu diesem Zeitpunkt hatte Senftleben auch regelmäßig zum Aufgebot der Thüringer Landesauswahl gehört, mit der er sechs Spiele bestritt.
Anfang März 1952 setzte sich Senftleben, der bis dahin 74 Zonen/Oberligaspiele für Erfurt absolviert hatte, zehn Spieltage vor Saisonende der DS-Oberliga aus der DDR ab und schloss sich Eintracht Braunschweig in der Oberliga Nord an. Da Braunschweig wenig später wegen Manipulationsverdachts durch das Sportgericht des DFB am 15. Juni 1952 strafweise in die Amateuroberliga Niedersachsen-Ost versetzt wurde, musste Senftleben gemeinsam mit dem bereits im Winter 1951/52 nach Braunschweig gekommenen Osttrio Winfried Herz, Werner Oberländer und Heinz Wozniakowski 1952/53 im Amateurbereich anfangen (eine Spielberechtigung war bis dahin durch das Oberligastatut nicht gegeben, da es Vereinswechsel während der laufenden Saison ausschloss). Senftleben sorgte als Stammtorhüter unter dem neuen Trainer Edmund Conen wesentlich mit für den sofortigen Wiederaufstieg in die norddeutsche Oberliga. Die Eintracht wurde in Niedersachsen überlegen Meister und setzte sich in der Aufstiegsrunde gegen die Konkurrenten VfL Wolfsburg, ASV Bergedorf 85 und den VfR Neumünster durch. Senftleben wird in der Statistik in dieser Runde mit 31 Liga- und sechs Aufstiegsrundenspielen geführt.
Mit der Mannschaft aus dem Stadion an der Hamburger Straße, den blau-gelben Löwen, belegte Senftleben 1953/54 den vierten Rang. In seinem zweiten Oberligajahr kam er mit den blau-gelben Löwen auf dem sechsten Rang ein. Diese drei Runden war er unbestrittener Stammtorhüter in Braunschweig. In seiner dritten Oberligarunde, 1955/56, fiel die Eintracht aber in das Mittelfeld zurück und Senftleben verlor den Stammplatz an das Eigengewächs Heinz Winneke, das zu 18 Ligaeinsätzen kam. Das letzte Oberligaspiel bestritt Senftleben am 18. März 1956 bei einer 3:4-Heimniederlage vor 25.000 Zuschauern gegen den Meister Hamburger SV, in dessen Reihen das Sturminnentrio mit dem Brüderpaar Seeler und Klaus Stürmer nochmals für viel Torhüterarbeit sorgte.
Insgesamt wird der Torhüter bei Braunschweig mit 63 Oberliga-Nord-Spielen geführt.